# نهاش نجمي
نهاش نجمي (الاسم العلمي: Lutjanus stellatus) (بالإنجليزية: Star snapper)‏ هو نوع من الأسماك يتبع جنس النهاش من الفصيلة النهاشية.